# ラグビー部女子マネ革命 なづなのお願いっ!!
『ラグビー部女子マネ革命 なづなのおねがいっ!!』（ラグビーぶじょしマネかくめい なづなのおねがいっ）は、森尾正博による日本の漫画。『ヤングアニマル嵐』（白泉社）にて、2014年2号から2015年1号まで連載された。話数のカウントは「TRY:□」。

## あらすじ
かつてラグビー部の強豪校であった私立砦山高校。だが今となってはダメダメ部員ばかりが集まる溜まり場と化していた。そんなある日、女子生徒の朝日なづなは、ラグビー部顧問の大場からの命令により、マネージャーとして配属される。女子マネージャーとなったなづなを前に、部員たちは本格的に試合へと身を投じる。

## 登場人物
朝日なづな
砦山高校の1年生。ラグビー部のマネージャーにされる。

## 書誌情報
- 森尾正博『ラグビー部女子マネ革命 なづなのおねがいっ!!』白泉社 〈ジェッツコミックス〉、全2巻
  1. 2014年8月27日発売、ISBN 978-4-592-14071-9
  2. 2015年2月27日発売、ISBN 978-4-592-14072-6